# Federico Puente
Federico Puente Arap (Montevideo, 29 gennaio 1995) è un calciatore uruguaiano, centrocampista dell'Albion.

## Caratteristiche tecniche
È un mediano.

## Carriera
Cresciuto nel settore giovanile del Cerro, ha esordito in prima squadra il 4 settembre 2016 disputando l'incontro di Primera División Profesional perso 3-1 contro i Montevideo Wanderers.